# U.S. National Championships 1932
Gli U.S. National Championships 1932 (conosciuti oggi come US Open) sono stati la 52ª edizione degli U.S. National Championships e quarta prova stagionale dello Slam per il 1932. Tutti i tornei si sono disputati al West Side Tennis Club nel quartiere di Forest Hills di New York, tranne quello di doppio maschile, disputato al Longwood Cricket Club di Chestnut Hill, negli Stati Uniti.
Il singolare maschile è stato vinto dallo statunitense Ellsworth Vines, che si è imposto sul francese Henri Cochet in tre set col punteggio di 6–4, 6–4, 6–4. Il singolare femminile è stato vinto dalla statunitense Helen Jacobs, che ha battuto in finale in tre set la connazionale Carolin Babcock Stark. Nel doppio maschile si sono imposti Ellsworth Vines e Keith Gledhill. Nel doppio femminile hanno trionfato Helen Hull Jacobs e Sarah Palfrey Cooke. Nel doppio misto la vittoria è andata a Sarah Palfrey, in coppia con Fred Perry.

## Seniors

### Singolare maschile
Ellsworth Vines ha battuto in finale  Henri Cochet con il punteggio di 6–4, 6–4, 6–4.

### Singolare femminile
Helen Jacobs ha battuto in finale  Carolin Babcock Stark con il punteggio di 6–2, 6–2.

### Doppio maschile
Ellsworth Vines /  Keith Gledhill hanno battuto in finale  Wilmer Allison /  John Van Ryn con il punteggio di 6–4, 6–3, 6–2.

### Doppio femminile
Helen Hull Jacobs /  Sarah Palfrey Cooke hanno battuto in finale  Alice Marble /  Marjorie Morrill con il punteggio di 8–6, 6–1.

### Doppio misto
Sarah Palfrey /  Fred Perry hanno battuto in finale  Helen Jacobs /  Ellsworth Vines con il punteggio di 6–3, 7–5.